# Vladimír Lysenko
Vladimír Lysenko (Lýsa; * 14. listopadu 1940 Mladá Boleslav) je český geolog, speleolog a publicista, v devadesátých letech působil také na ministerstvu životního prostředí a v zastupitelstvu města Berouna.

## Profesní geologie
- 1964-1971 studium na Přírodovědecké fakultě Univerzity Karlovy v Praze na katedře geologie
- 1967-1978 muzejní geolog v Okresním muzeu v Berouně (dnešní Muzeum Českého krasu)
- 1978- Ústřední ústav geologický (od r. 1991 Český geologický ústav), samostatný odborný pracovník, samostatný výzkumný a vývojový pracovník
- 1993-1994 vedoucí odboru geologicko - ekologických služeb ČGÚ
- 1995-1998 Ministerstvo životního prostředí, ředitel odboru ochrany horninového prostředí, též zástupce náměstka ministra
- 1998- vedoucí oddělení geologie životního prostředí a výzkumu v odboru geologie a zástupce ředitele odboru
- 1977- členem České geologické společnosti
- 1972 účastník vulkanologické expedice „Cotopaxi“ do Ekvádoru - geologické a geomorfologické mapování aktivního vulkánu pro připravovaný národní park Cotopaxi, výstup na nejaktivnější vulkán Jižní Ameriky Sangay
- 1981-1982 Ekvádor, vypracování mapy vulkanických rizik aktivní sopky Pichincha
- 1983-1985 a 1988-1989 geolog v Jižním Vietnamu, spolupráce na geologickém a ložiskovém mapování a zhotovování tektonických map
- 1995- předseda Rady státní geologické služby a předseda Komise pro schvalování prognóz na MŽP ČR
- 1995-1998 člen Rady státní surovinové politiky
- 1998- člen Národního výboru mezinárodní dekády pro snižování přírodních katastrof
- 1999- předseda Komise pro hodnocení výzkumných záměrů organizací hrazených z institucionálních prostředků (věda a výzkum) MŽP

## Jeskyňářství
- od roku 1956 v Koněpruských jeskyních
- 1957 vstoupil do Krasové sekce Společnosti Národního muzea v Praze
- 1962 spoluzakladatel Speleologického kroužku v Berouně
- 1969: spoluzakladatel TISu, Svazu pro ochranu přírody a krajiny
- 1978: zakládající člen České speleologické společnosti
- spoluzakládající člen základní organizace České speleologické společnosti 1-05 Geospeleos
- člen Poradního sboru CHKO Český kras
- 1965-2015 padesátiletá účast na Memoriálu Jaroslava Petrboka, který spoluzakládal
- působil také ve Slovenském krasu: především Plešivecká planina, Horný vrch, Silická planina a Dolný vrch
- 1958 podílel se na mapování Bozkovských jeskyní a jejich zpřístupnění veřejnosti v roce 1969
- 1963 speleoalpinistická expedice - sestup do tehdy 3. nejhlubší propasti světa, Antro del Corchia v Itálii
- další expedice: 7x Rumunsko, Maďarsko, Polsko, Slovinsko, Bulharsko, Francii a Turecko
- 1977-1988 člen odborné komise UIS (Commision for Physical Chemistry and Hydrogeology in Karst)

## Politika
- 1990-1994 člen městského zastupitelstva, člen Městské rady Beroun a člen Okresního shromáždění
- -1998 člen Občanské demokratické aliance (ODA)
- 1990- předseda komise životního prostředí při Městské radě v Berouně

## Dílo
zejména odborná publikační činnost
- 1976 začal vydávat ročenku sborník Český kras, který vydává Muzeum Českého krasu v Berouně dodnes, stálý člen redakční rady a autor příspěvků
- přes 185 prací (k roku 2000), zprávy původní, nálezové, etapové, dílčí a odborné, dále články původní odborné, populárně naučné, novinové a informační. Také referáty, exkurzní průvodce, práce o historii geologické i speleologické atd.
- řada populárně naučných příspěvků ze speleoalpinistických expedic, pořadatel přednášek a výstav